# Autostrada A34 (Franța)
Autostrada A34 leagă Reims, situat în departamentul Marne, de Sedan, trecând prin Charleville-Mézières, în departamentul Ardennes. Aceasta se conectează la Taissy (la sud-est de Reims) cu A4, care o leagă de Paris spre sud-vest, de Strasbourg, Metz și Châlons-en-Champagne spre est, precum și de A26 spre Lille la nord-vest și Lyon și Troyes la sud. A34 este prelungită dincolo de Sedan de drumul național N58 până la granița cu Belgia, în direcția Liège, Luxemburg și Arlon.
Făcând parte din drumul european E46 și drumul european E420 până la Charleville-Mézières, aceasta constituie ramura estică a „Y-ului ardennez”, numele axei care traversează departamentul, venind din Reims și bifurcându-se în două direcții la Charleville-Mézières: spre Bouillon sau Gué-d'Hossus (două puncte de frontieră cu Belgia). Această autostradă se continuă spre Bouillon în direcția Liège, Aachen și sud-estul Țărilor de Jos. Este un drum destinat automobilelor (DN 51), cu limită de viteză de 110 km/h între Reims și Rethel, deocamdată, apoi de 130 km/h între Rethel și Charleville-Mézières. Între Charleville-Mézières și Sedan, urmează traseul fostei A203, care lega principalele două orașe ale departamentului Ardennes încă din 1976.
A fost numită odinioară A24, iar denumirea A34 aparținea autostrăzii Metz-Strasbourg.

## Istoric
- 1999: inaugurarea legăturii Charleville-Mézières - Poix-Terron
- 2001: inaugurarea legăturii DN 44 - Witry-lès-Reims
- 2002: inaugurarea legăturii Poix-Terron - Faissault
- 2003: inaugurarea legăturii Faissault - Rethel
- 2006: inaugurarea legăturii A4 - DN 44 și a ieșirii 25 la Witry-lès-Reims
- 2010: preluarea de către A34 a vechiului tronson al A4, la est de Reims, pe o distanță de 2 km
- 2014: inaugurarea nodului rutier de la Chattoire
- 2015: fuziunea cu A203
- 2015: inaugurarea completă a nodului rutier de la Cormontreuil între DN 244 și A344 (fost tronson al A4; aceasta din urmă ocolește acum Reims pe la sud), la nivelul Reims/Cormontreuil
- 2018: inaugurarea A304 către Gué-d'Hossus, de la nodul rutier de la Chattoire

## Traseu
| De la granița cu Belgia până la DN43: secțiune gratuită, neconcesionată, având statut de drum expres (DN58), administrată de DIR Nord. | |                     |
| | Granița dintre Belgia și Franța.                                                                                                   |                     |
| RN58 E46 | |                     |
| | Zonă de odihnă: La Chapelle (în ambele sensuri).                                                                                   |                     |
| 1 - La Chapelle | Oraș deservit: La Chapelle. | RD977               |
| Intersecție | Nod rutier între RN43, RN1043 și RN58: Reims, Charleville-Mézières, Sedan; Metz, Verdun, Carignan, Douzy.                          | RN43 RN1043 E44 E46 |
| RN58 E46 | |                     |
| De la DN58 până la ieșirea 4: secțiune gratuită, neconcesionată, având statut de drum expres (DN1043), administrată de DIR Nord.       | |                     |
| RN1043 E44 E46 | |                     |
| 2 - Bazeilles | Orașe deservite: Givonne, Bazeilles (nod rutier parțial).                                                                          |                     |
| 3 - Balan | Orașe deservite: Bazeilles, Sedan-Château, Balan.                                                                                  | RD764 RD8043a       |
| | Pod peste Meuse. |                     |
| | Limitare la 110 km/h (sens Belgique > Reims).                                                                                      |                     |
| 4 - Sedan-centre | Orașe deservite: Sedan-centru, Vouziers.                                                                                           | RD8043a             |
| RN1043 E44 E46 | |                     |
| De la ieșirea 4 până la ieșirea 8: secțiune gratuită, neconcesionată, administrată de DIR Nord (fostă A203).                           | |                     |
| A34 E44 E46 | |                     |
| | Pod peste Meuse. |                     |
| 5 - Donchery | Oraș deservit: Donchery. |                     |
| 6 - Vrigne | Orașe deservite: Vrigne-aux-Bois, Vivier-au-Court.                                                                                 |                     |
| 7 - Lumes | Oraș deservit: Lumes. |                     |
| | Pod peste Meuse. |                     |
| 8 - Villers-Semeuse | Orașe deservite: Les Ayvelles, Villers-Semeuse, centru comercial.                                                                  | RD764 RD8043a       |
| A34 E44 E46 | |                     |
| De la ieșirea 8 până la ieșirea 9: secțiune gratuită, neconcesionată, având statut de drum expres (DN43), administrată de DIR Nord.    | |                     |
| RN43 E44 E46 | |                     |
| Intersecție | Nod rutier între RD8043 și A34: A304 (Charleroi, Cambrai), Châlons-en-Champagne, Reims; Charleville-Mézières-centru, Nouzonville.  | RD8043 A304 E44 E46 |
| 9 - Mohon | Oraș deservit: Charleville-Mézières-Parcul Tehnologic.                                                                             | RD8051a             |
| RN43 E44 E46 | |                     |
| De la ieșirea 9 până la ieșirea 15: secțiune gratuită, neconcesionată, administrată de DIR Nord.                                       | |                     |
| A34 E44 E46 | |                     |
| 10 - La Francheville | Orașe deservite: Boulzicourt, La Francheville.                                                                                     | RD951               |
| Intersecție | Nod rutier între A304 și A34: Bruxelles, Charleroi, Maubeuge, Cambrai.                                                             | A304 E44 E420       |
| A34 E46 E420 | |                     |
| 11 - Boulzicourt | Orașe deservite: Flize, Boulzicourt, Saint-Pierre-sur-Vence (nod rutier parțial).                                                  | RD951               |
| 12 - Yvernaumont | Orașe deservite: Guignicourt-sur-Vence, Yvernaumont.                                                                               | RD951               |
| 13 - Poix-Terron | Orașe deservite: Châlons-en-Champagne, Vouziers, Poix-Terron, Launois-sur-Vence.                                                   | RD951               |
| 14 - Faissault | Orașe deservite: Novion-Porcien, Faissault, Saulces-Monclin.                                                                       | RD951               |
| | Zonă de servicii: Les Ardennes - Woinic (în ambele sensuri).                                                                       |                     |
| 15 - Bertoncourt | Zonă deservită: Z.I. Rethel - Pargny (nod rutier parțial).                                                                         | RD951               |
| A34 E44 E46 | |                     |
| De la ieșirea 15 până la ieșirea 25: secțiune gratuită, neconcesionată, având statut de drum expres (RN51), administrată de DIR Nord.  | |                     |
| RN51 E46 E420 | |                     |
| 16 - Rethel-Nord | Orașe deservite: Château-Porcien, Novion-Porcien, Rethel-centru.                                                                   | RD985               |
| | Limitare la 110 km/h (sens Belgique > Reims).                                                                                      |                     |
| 17 - Rethel-centre | Oraș deservit: Château-Porcien (nod rutier parțial).                                                                               | RD946               |
| | Pod peste Râul Aisne. |                     |
| | Pod peste Canalul Ardennes. |                     |
| 18 - Acy-Romance | Orașe deservite: Vouziers, Sault-lès-Rethel, Rethel.                                                                               | RD8051a             |
| 19.1 - Tagnon-Nord | Acces doar către drumul expres în direcția Belgiei (nod rutier parțial).                                                           | RD8051a             |
| 19 - Tagnon-Ouest | Oraș deservit: Tagnon (nod rutier parțial).                                                                                        |                     |
| 20 - Tagnon-Sud | Oraș deservit: Tagnon (nod rutier parțial).                                                                                        | RD8051a             |
| 21 - Le Châtelet-sur-Retourne | Orașe deservite: Vouziers, Juniville.                                                                                              | RD925               |
| 21.1 - La Gentillerie | Acces doar către drumul expres în direcția Belgiei (nod rutier parțial).                                                           | RD8051a             |
| - La Gentillerie | Oraș deservit: Saint-Remy-le-Petit-La Gentillerie (nod rutier parțial).                                                            |                     |
| | Trecerea din departamentul Ardennes în departamentul Marne.                                                                        |                     |
| 22 - Isles-sur-Suippe | Orașe deservite: Warmeriville, Bazancourt, Isles-sur-Suippe, Bazancourt-Les Sohettes.                                              | RD20                |
| 23 - Les Sohettes | Oraș deservit: Bazancourt-Les Sohettes.                                                                                            | RD20A               |
| 24 - Caurel | Orașe deservite: Pomacle-Village, Lavannes, Caurel.                                                                                |                     |
| 25 - Witry-lès-Reims | Orașe deservite: A26 (Lille), Reims-nord, Witry-lès-Reims.                                                                         | RD151 A26           |
| RN51 E46 E420 | |                     |
| De la ieșirea 25 până la ieșirea 28.2: secțiune gratuită, neconcesionată, administrată de DIR Nord.                                    | |                     |
| A34 E46 E420 | |                     |
| 27 - Reims-Champ de Tir | Orașe deservite: Châlons-en-Champagne, Reims-Est, Z.A. Croix Blandin.                                                              |                     |
| A34 E46 E420 | |                     |
| De la ieșirea 28.2 până la A344: secțiune gratuită, neconcesionată, având statut de drum expres (RN244), administrată de DIR Nord.     | |                     |
| RN244 E46 E420 | |                     |
| 28.2 - Taissy | Oraș deservit: Châlons-en-Champagne (nod rutier parțial).                                                                          | RD944               |
| 28/28.1 - Reims-Val de Vesle | Oraș deservit: Reims: Ecoparc, Parc des Expositions (nod rutier parțial).                                                          | RD944               |
| | Pod peste Canalul de la Aisne la Marne.                                                                                            |                     |
| Intersecție | Nod rutier între A344 și A34: Reims-centru, Gara Champagne-Ardenne TGV; Lyon, Paris, Metz, Nancy, Châlons-en-Champagne, Reims-sud. | A344                |
| 29 - Cormontreuil | Oraș deservit: Cormontreuil. | RD944               |
| RN244 E46 E420 | |                     |
| De la A344 la A4; secțiune cu taxă în sistem închis concesionată companiei Sanef.                                                      | |                     |
| A34 E46 E420 | |                     |
| | Punctul de taxare Taissy. |                     |
| Intersecție | Nod rutier între A4 și A34: A26 (Lille), Paris, Reims-sud; A26 (Lyon, Troyes), Strasbourg, Metz, Nancy, Châlons-en-Champagne, .    | A4 A26 E17 E46 E50  |
| A34 E46 | |                     |

## Locuri turistice
- Castelul din Sedan
- Orașul Charleville-Mézières

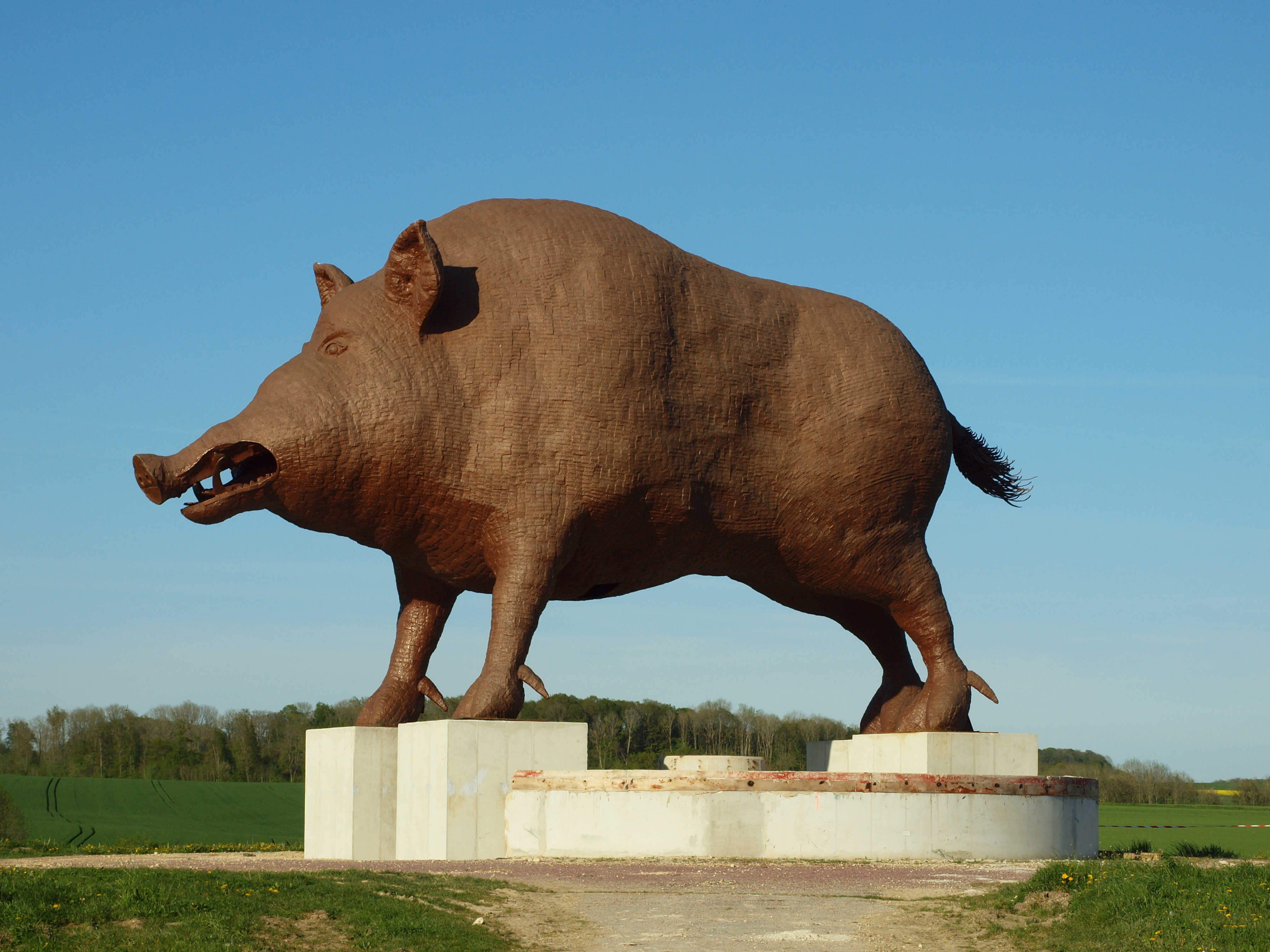
Woinic la Saulces-Monclin văzut de pe A34

- Muzeul Război și Pace din Novion-Porcien
- Biserica Saint-Didier din Asfeld
- Woinic, o sculptură metalică reprezentând un mistreț gigantic, animal care este, de fapt, simbolul departamentului Ardennes (08), a fost instalată pe zona de servicii Ardennes (stație de alimentare, zonă de odihnă și restaurant), la nord de Rethel, pe 8 august 2008 (08/08/08, un omagiu adus numărului departamentului).
- Grădina zoologică și castelul din Bouillon